# 雷内斯
雷内斯（法語：Reynès，法語發音：[ʁɛnɛs] ⓘ）是法国东比利牛斯省的一个市镇，位于该省南部偏东，属于塞雷区。

## 地理
雷内斯（42°28'31"N, 2°42'30"E）面积27.56 平方千米，位于法国奧克西塔尼大區东比利牛斯省，该省份为法国大陆部分最南部的省份，涵盖了北加泰罗尼亚，北起奥德省，西接阿列日省和安道尔，南与西班牙接壤，东临地中海。
与雷内斯接壤的市镇（或旧市镇、城区）包括：马萨内特-德卡夫雷尼斯、阿梅利莱班-帕拉尔达、塞雷、塔耶特、奥姆斯、蒙博洛。
雷内斯的时区为UTC+01:00、UTC+02:00（夏令时）。

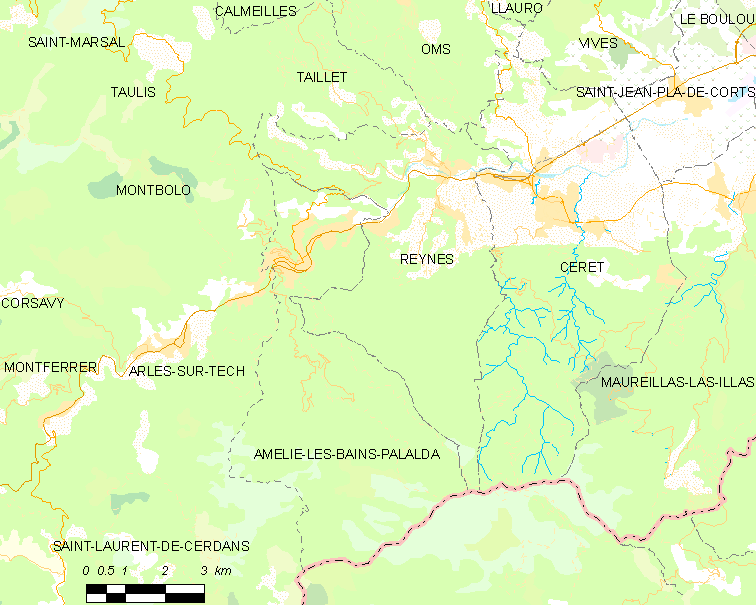
雷内斯的OSM定位图

## 行政
雷内斯的邮政编码为66400，INSEE市镇编码为66160。

## 政治
雷内斯所属的省级选区为勒卡尼古县。

## 人口

1962-2008年间雷内斯人口变化图示

雷内斯于2022年1月1日时的人口数量为1234人。